# IPhone 15
Les iPhone 15, 15 Plus, 15 Pro et 15 Pro Max sont des smartphones, modèles de la dix-septième génération de l’iPhone, de la société Apple. Ils succèdent à la série des iPhones 14.
Les principales nouveautés de cette génération sont le passage à l'USB type C et la généralisation de la mini-fenêtre, la « dynamic island », sur toute la gamme.

## Lancement
La gamme des iPhone 15 est montrée au public lors d'une présentation le 12 septembre 2023 depuis le siège d'Apple en Californie. Elle sort le 22 septembre 2023 en France.

## Réception
Les premiers utilisateurs se plaignent que les modèles 15 Pro et 15 Pro Max chauffent plus que d'ordinaire, avec des températures pouvant atteindre jusqu'à 47°C. Le fabricant attribue la surchauffe à des bugs logiciels. Apple met à jour le système d'exploitation (iOS) 17.0.3 , mais la surchauffe persiste, et des utilisateurs notent même des brûlures au niveau de l'écran.

## Fin de commercialisation
Le 9 septembre 2024, les modèles 15 et 15 Plus sont encore en vente sur le site d’Apple ; le 15 Pro et le Pro Max sont retirés de la vente.

## Caractéristiques

### Écran
Les quatre modèles ont une luminosité maximale de 1000 nits et une luminosité de pointe de 1600 nits en format HDR et de 2000 nits en extérieur. Ils utilisent l'affichage Oled.
L'écran du modèle 15 mesure 6,1 pouces avec une définition de 2556 x 1179 pixels et une densité de pixels de 460 ppp avec un taux de rafraîchissement de 60 Hz. Celui du 15 Plus mesure 6,7 pouces avec une définition de 2796 x 1290 pixels et une densité de pixels de 460 ppp.
Les modèles 15 Pro et 15 Pro Max ont un écran de marque « Super Retina XDR » de 6,1 pouces et une définition de 2556 x 1179 pixels pour le Pro, et de 6,7 pouces avec une définition de 2796 x 1290 pixels pour le Pro Max. Le taux de rafraîchissement peut atteindre les 120 Hz. La densité de pixels est de 460 ppp pour les deux.

### Aspect extérieur
Les modèles 15 et Plus sont remaniés depuis l'iPhone 12; les bords sont plus arrondis, et l'écran est légèrement incurvé ; il comporte une coque en verre. Ils sont disponibles en cinq couleurs : bleu, rose, jaune, vert et noir.
Les coques des modèles 15 Pro et 15 Pro Max sont en titane, au lieu du cadre en acier inoxydable des modèles Pro précédents. Les bordures de l'écran sont également réduites de  2,2 mm à 1,55 mm. Les modèles sont disponibles en quatre couleurs : titane naturel, titane bleu, titane blanc et titane noir.

### Appareil photo

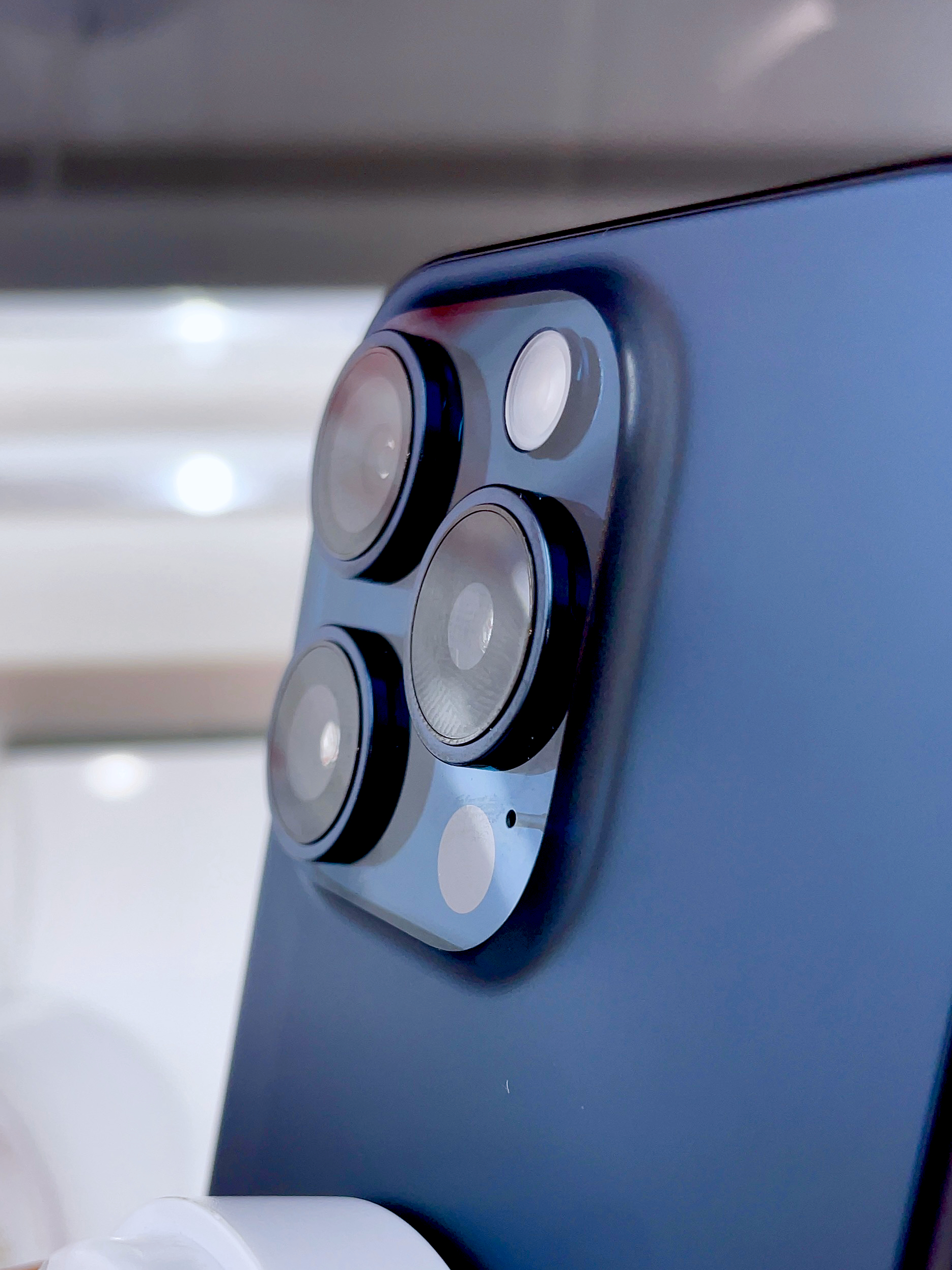
Appareil photo arrière d'un iPhone 15 Pro

Les modèles 15 et 15 Plus possèdent un double appareil photo à l'arrière. L'objectif principal, d'équivalence 26 mm fait 48 Mpx et possède une ouverture ƒ/1,6. Celui-ci a un système de stabilisation optique de l’image par déplacement du capteur et permet la prise en charge des photos en haute définition (24 Mpx et 48 Mpx). Le capteur secondaire est un ultra grand-angle soit un équivalent 13 mm, de 12 Mpx avec une ouverture ƒ/2,4. À l'avant du téléphone, la caméra de 12 Mpx possède une ouverture de ƒ/1,9.

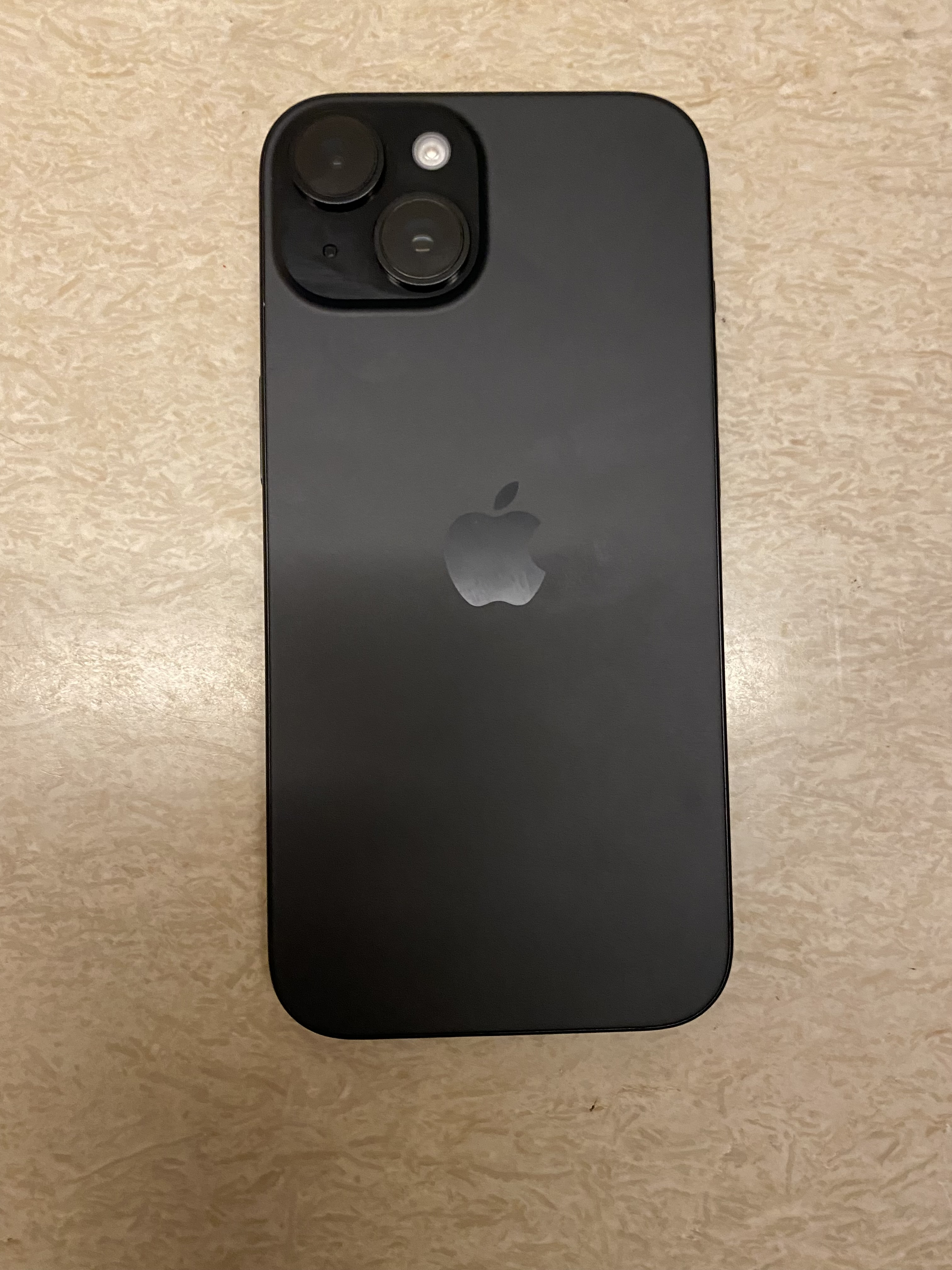
Face arrière d'un iPhone 15.

Les appareils 15 Pro et 15 Pro Max disposent à l'arrière d'un triple module photo composé d'un grand angle d'une équivalence 24 mm, faisant 48 Mpx et ouvrant à ƒ/1,78. Ce capteur dispose aussi d'un système de stabilisation optique de l’image par déplacement du capteur et permet des photos en 12, 24 et 48 Mpx. En plus de cela, la gamme Pro offre un capteur ultra grand-angle soit un équivalent 13 mm de 12 Mpx qui ouvre à ƒ/2,2. Le 15 Pro possède un téléobjectif 3x en ayant une équivalence 77 mm de 12 Mpx. Le 15 Pro Max se différencie avec un 5x soit une équivalence 120 mm de 12 Mpx.

### Connectivité
Apple passe du connecteur Lightning, mis en place depuis l'iPhone 5, au câble universel USB-C. Cette décision répond à une directive de l'Union européenne qui impose ce changement en 2025,.
Les batteries externes conçues pour les appareils USB-C ne fonctionnent pas correctement. Certaines batteries ne chargent pas du tout le smartphone, ou le smartphone tente de charger la batterie externe à la place.

### Bouton Action
Sur les modèles 15 Pro et 15 Pro Max un bouton appelé « bouton action » remplace le commutateur Sonnerie/Silencieux. Les tâches exécutées par ce bouton sont configurables par l'utilisateur.

### Processeur et mémoire
Après avoir gardé un an de plus le processeur A15 Bionic sur la série 14, la série 15 reprend le processeur du modèle 14 Pro, le A16 Bionic. La sortie des modèles 15 Pro coïncide avec celle du processeur A17 Pro, introduisant une gravure à 3nm. Cette génération de téléphones est dotée de 128Go de stockage minimum sauf pour le 15 Pro Max débutant à 256Go.

## Conception

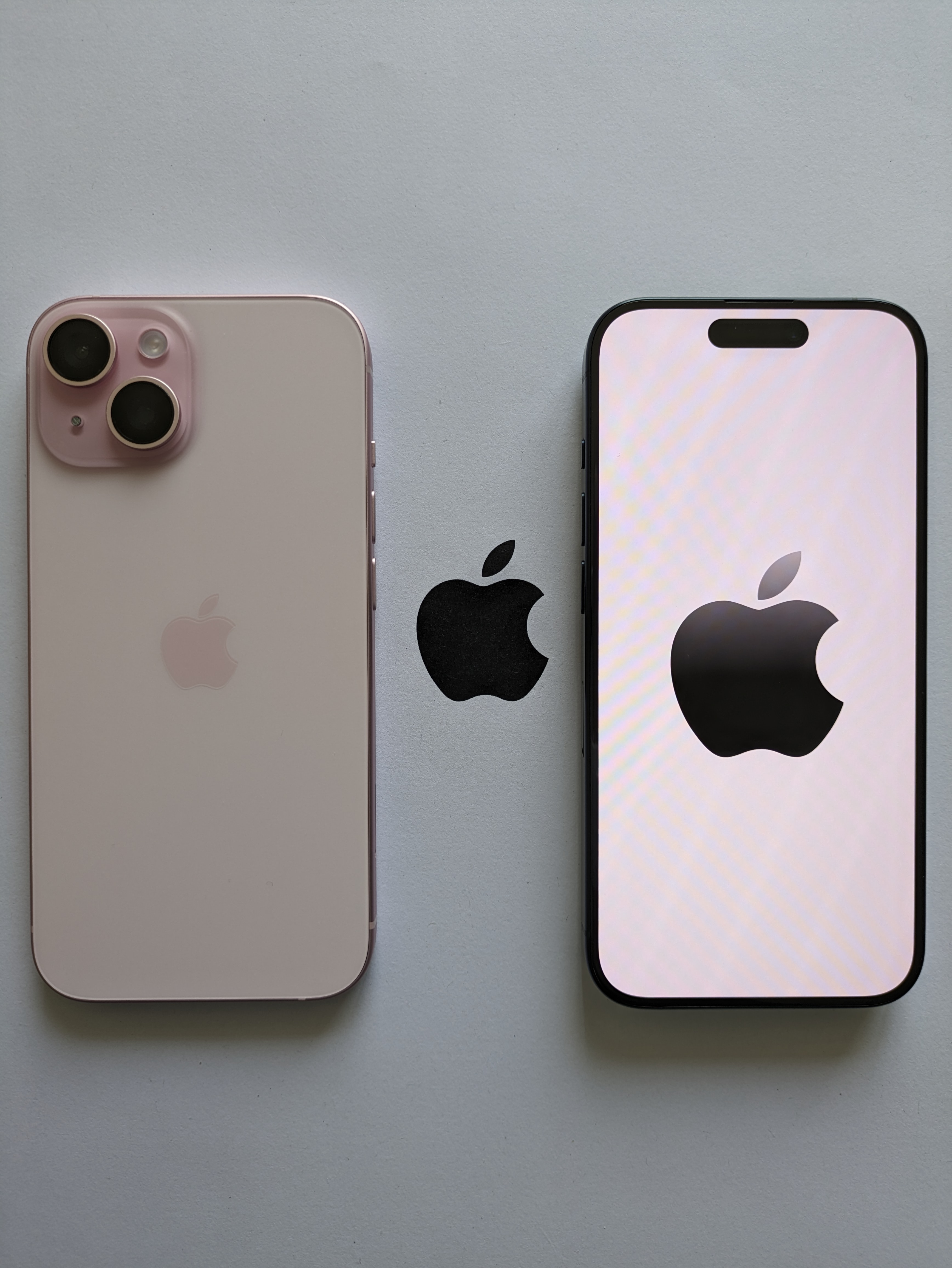
Face arrière d'un iPhone 15, de couleur rose, avec deux caméras. A droite, face avant d'un iPhone 15 avec son écran de démarrage.

Certains appareils sont assemblés en Inde et vendus pour la première fois dans ce pays en même temps que dans d'autres régions du monde.

## Logiciel
La gamme repose sur le système d'exploitation iOS 17et supporte la nouvelle version iOS 26 annoncée à la WWDC 2025.
Cet iPhone est le modèle requis au minimum pour Apple Intelligence.

## Impact environnemental

### Empreinte carbone
Apple publie chaque année des rapports d'analyse de cycle de vie, détaillant l'impact carbone de ses smartphones.
| Modèle / Capacité | 128 Go | 256 Go | 512 Go | 1 To   |
| ----------------- | ------ | ------ | ------ | ------ |
| iPhone 15         | 56 kg  | 61 kg  | 74 kg  | N/A    |
| iPhone 15 Plus    | 61 kg  | 66 kg  | 79 kg  | N/A    |
| iPhone 15 Pro     | 66 kg  | 71 kg  | 83 kg  | 107 kg |
| iPhone 15 Pro Max | N/A    | 75 kg  | 87 kg  | 110 kg |

### Réparation
Le smartphone a un indice de réparabilité de 4/10 selon les critères du wiki iFixit, et de 7,5/10 selon les critères français. Chaque modèle de la série 15 est accompagné d'un guide de réparation et des pièces détachées pour les particuliers.

## Problèmes
- Certains smartphones, notamment les 15 Pro, chauffent anormalement.
- Les batteries fonctionnent mal ou pas du tout.